# شمس الدين القونوي
شمس الدين محمد بن يوسف بن إلياس القونوي (715 هـ – 788 هـ / 1315 – 1386م) فقيه حنفي تركي الأصل مستعرب.

## سيرته
ولد وتعلم في قونية، وقدم إلى دمشق بأهله وولده٬ فأقام بدمشق بأهله وولده، وثم أقام بالمزة يعمل هو وأولاده في بستان كان فيه سكنه٬ ويعيشون منه. وصنف كتبا مفيدة٬ منها: درر البحار، ورسالة في الحديث، شرح تلخيص المفتاح، وشرح مجمع البحرين، وشرح عمدة العقائد في أصول الدين. وأقبل في آخر عمره على الحديث٬ فانقطع له. مات سنة 788 هجري بالمزة ضاحية من ضواحي دمشق بالطاعون.